# 權志晏
權志晏（韓語：권지안），以藝名率飛（솔비）而聞名，是韓國歌手、畫家和電視名人。她於2006年以K-pop演唱團體Typhoon的成員身份首次亮相，並於2008年以綜藝節目《我們結婚了》的演員身份而廣為人知。她於2012年以畫家身份舉辦了首次個人畫展。